# Polibio Fumagalli
Polibio Fumagalli (Inzago, 26 ottobre 1830 – Milano, 21 giugno 1900) è stato un compositore, organista e pianista italiano.

## Biografia
Fumagalli studiò organo al Conservatorio di Milano e nel 1873 gli fu conferita la cattedra dello strumento.  Fra i suoi studenti si annoverano Marco Enrico Bossi e Pietro Yon.  Fu attivo anche come maestro del coro della Chiesa di San Celso, sempre nel capoluogo ambrosiano.
Le composizioni di Fumagalli furono principalmente organistiche.  Di rilievo nella sua produzione le sei Marcie (sic) opera 80, ognuna delle quali corredata di un aggettivo  (celebre la prima, Campestre); il brano La Caccia, fra gli altri pezzi sparsi, venne frequentemente inserito nei programmi da concerto di alcuni virtuosi, fra i quali l'organista inglese William Thomas Best.
Anche i fratelli di Polibio Fumagalli (Disma, Adolfo e Luca) si interessarono alla composizione.